# Heriaeus hirtus
Espèce
Synonymes
- Thomisus hirtus Latreille, 1819
- Thomisus pilosus Risso, 1826
- Thomisus villosus Walckenaer, 1837
- Heriaeus savignyi Simon, 1875

Heriaeus hirtus est une espèce d'araignées aranéomorphes de la famille des Thomisidae.

## Distribution
Cette espèce se rencontre en Europe.

## Description

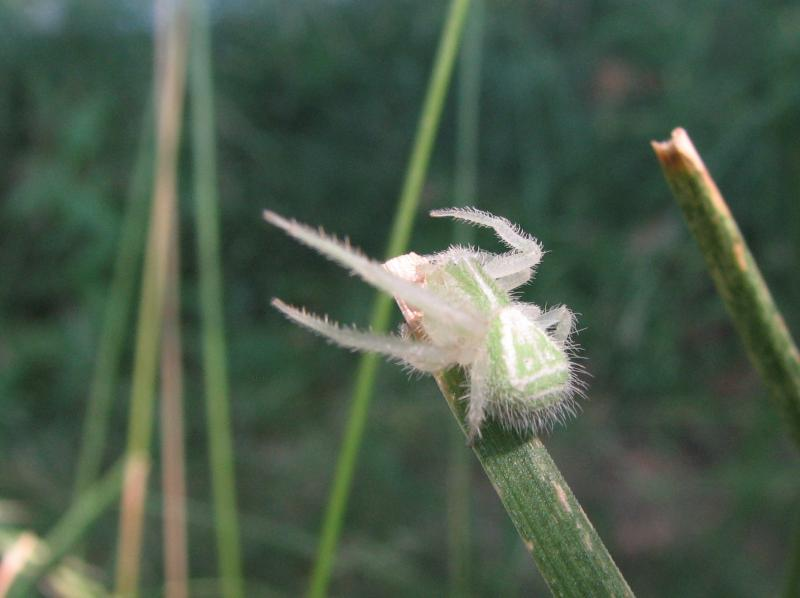
Heriaeus hirtus

Les mâles mesurent de 3,5 à 5,5 mm et les femelles de 8 à 11 mm.

## Publication originale
- Latreille, 1819 : Articles sur les araignées. Nouveau Dictionnaire d'Histoire naturelle, Seconde édition, vol. 22, Deterville, Paris.